# Петровск
Петровск (рус. Петровск) град је у Русији у Саратовској области.

## Становништво
| 1939.  | 1959.  | 1970.  | 1979.  | 1989.  | 2002.  | 2010.  |
| ------ | ------ | ------ | ------ | ------ | ------ | ------ |
| 18.563 | 24.987 | 30.953 | 34.163 | 34.778 | 33.956 | 31.160 |